# Rüstungsdynamik
Als Rüstungsdynamik bezeichnet man den sich zwischen zwei politischen Akteuren – in der Regel Staaten – entfaltenden Prozess, der zum Erhalt oder Erwerb von militärischen Instrumenten zur organisierten Gewaltausübung führt. Ziel von Staaten ist es, durch militärische Rüstung die eigene Sicherheit im internationalen System zu gewährleisten.
Mit Blick auf Rüstungsdynamik ist umgangssprachlich häufig von unkontrollierter Aufrüstung, „Wettrüsten“ oder gar einem „Rüstungswettlauf“ die Rede. Das präzisere politikwissenschaftliche Konzept der Rüstungsdynamik nimmt demgegenüber zur Kenntnis, dass der rüstungsdynamische Prozess, etwa wenn Rüstungskontrolle stattfindet, reguliert werden und sogar teilweise Abrüstung beinhalten kann.
Vor allem fragt die wissenschaftliche Analyse rüstungsdynamischer Prozesse nach den Ursachen für Rüstung. Entstehung und Verlauf von Rüstungsdynamiken werden dabei unter Hinzuziehung verschiedener Theorien der internationalen Beziehungen (IB) analysiert, um die Komplexität und Spannweite der rüstungsdynamischen Prozesse handhabbar zu machen und ausschlaggebende Faktorenbündel zu isolieren.

## Theorien der Rüstungsdynamik
Rüstungsdynamik ist nicht zu verwechseln mit „Rüstungswahnsinn“, da dieser Begriff den Akteuren irrationales Handeln unterstellt. Daher sind Theorien in diesem Kontext bestrebt, sogar vermeintlich abwegiges Handeln im Rüstungsprozess auf seine Ursachen zu untersuchen, um dieses nachvollziehen zu können und sinnvoll zu erklären. Ein treffendes Beispiel hierfür ist das Wettrüsten zwischen den USA und der Sowjetunion während des Ost-West-Konfliktes. Die unverhältnismäßige Anhäufung von Nuklearwaffen, mit dem Potential den Gegner und die Welt mehrfach zu zerstören, wirkt irrational, ist aber unter Annahme von Anarchie und der ständigen Angst vor dem Gegenüber eine logische Konsequenz. Die politische Lösung, der sich aus solchen Rüstungsprozessen ergebenden Probleme, ist Aufgabe der Rüstungskontrolle.
Im Wesentlichen lassen sich zur Erklärung von Rüstungsdynamik zwei theoretische Strömungen unterscheiden. Diese sind nach Harald Müller und Niklas Schörnig die Theorie der Außenleitung und der Innenleitung. Diese Trennung kann zurückgeführt werden auf die unterschiedlichen theoretischen Analyseebenen sowie unterschiedliche Auffassungen über die Beziehung zwischen Struktur (internationales System) und Akteur (hier: der Staat), wie sie in den Großtheorien der IB (Realismus, Neorealismus, Liberalismus, Neoliberalismus, Institutionalismus und Konstruktivismus) vorherrschen.
Nach den Theorien der Außenleitung erfolgt jegliche Beeinflussung der Akteure durch die vorgegebene Struktur, also von außen. Die Analyseebene ist hier das internationale System und im Fokus steht das wechselseitige Verhältnis von Staaten im selbigen. Mit Blick auf deren konkrete Außenpolitik bleiben Vorgänge in ihrem Innern ausgeklammert, mit anderen Worten: Die Staaten werden als black box behandelt. Die Theorien der Innenleitung heben demgegenüber auf den maßgeblichen Einfluss der „Innenseite der Außenpolitik“ ab. Einfluss auf die Interessenbildung der staatlichen Akteure geltend machen nach dieser Perspektive etwa der Militärisch-Industrielle Komplex durch Lobbyismus, die herrschende gesellschaftliche Meinung, die Medien sowie innerstaatliche Organisationen und Institutionen.

### Theorien der internationalen Beziehungen in Bezug auf das Phänomen der Rüstungswettläufe
- Perspektive des klassischen Realismus

Nach dieser Theorie des klassischen Realismus wird der politische Wettbewerb auf den genetischen Ursprung vom Trieb zur Macht zurückgeführt (anthropologische Konstante). Staaten streben im internationalen System nach Dominanz, dabei sind Waffen die wichtigsten Instrumente und die Kosten sind irrelevant.
- Neorealistische Sichtweise

Der Neorealismus zielt bezüglich Rüstungsdynamik ausschließlich auf systemische und wettbewerbliche Aspekte ab. Somit geht es für jeden Staat um das Überleben im eigenen Umfeld, in dem es keine überlegene Frieden und Recht garantierende Autorität gibt. Diese These geht also auch von der Annahme der Anarchie im internationalen System aus. Dabei entsteht ein dynamisches Kräftegleichgewicht der Akteure durch Rüstungswettläufe, da folgende Faktoren eine Sensitivität gegenüber Bedrohungen hervorheben: Unsicherheit über die Intention des Gegners, fehlende Transparenz gegenüber materiellen Faktoren, mangelnde Messbarkeit des Gleichgewichts sowie geostrategische Faktoren (Lage und Umfeld sowie Beschaffenheit von Land- und Seemacht des Staates).
- Perspektive des Technischen Imperativs

Auch diese Theorie setzt die internationale Anarchie voraus, jedoch gibt es keinen Zwang zur Dynamik; es wird lediglich eine minimale Verteidigungsbereitschaft vorausgesetzt. Eine Dynamik folgt aus dem Drang zur Nutzung moderner und innovativer Technologien. Der Rüstungssektor ist ebenso betroffen bzw. das Bestreben, Neuerungen auch militärisch nutzbar zu machen. Es wird mit Blick auf die Zukunft gerüstet.

### Theorien der Außenleitung

#### Aktions-Reaktionsmodell
Dieses Schema basiert darauf, dass die Handlungen der verschiedenen Akteure jeweils von der Gegenseite genauestens analysiert werden und auch nur darauf reagiert wird. Aufgrund dieses Verhaltens bildet sich ein ständiger Kreislauf von Aktion und Reaktion. Bei diesem Schema liegt das zentrale Augenmerk auf der Verteidigungspolitik der einzelnen Länder. Im Aktions-Reaktionsmodell gesprochen, bedeutet jede rüstungspolitische Entscheidung eines Landes eine sofortige rüstungspolitische Reaktion des Gegners. Dieses ständige Agieren und Reagieren basiert einzig auf dem Fakt, dem Gegner nie das Gefühl der Überlegenheit zu vermitteln. Als Voraussetzung ist ein gewisser Grundkonflikt zu nennen, ohne den es diese spezielle Reaktion auf genau diesen einen Gegner gar nicht geben würde.

#### Gefangenendilemma bzw. Sicherheitsdilemma
Diese darzustellende Theorie geht von der Annahme einer Gefangenbefragung aus, die wie folgt kurz darzustellen ist:
Zwei eines Überfalls Verdächtige werden verhört. Die Tat ist eigentlich nicht nachweisbar, deswegen unterbreitet der Staatsanwalt folgendes Angebot:
- Beide leugnen die Tat: jeweils ein Jahr Haft wegen unerlaubten Waffenbesitzes (Pareto-Optimum).
- Beide gestehen: „mildernde Umstände“ jeweils fünf Jahre Haft (Nash-Gleichgewicht).
- Einer leugnet, einer gesteht: Kronzeuge frei, anderer zehn Jahre Haft.

Es macht bei dieser Befragung keinen Unterschied (mit Ausnahme der Berücksichtigung von „Ganovenehre“), ob sich die beiden Gefangenen absprechen oder nicht. Bei der Befragung ohne Absprachen ist die so genannte dominante oder rationale Strategie, dass beide gestehen, da jeder die Hoffnung hat, den anderen verraten zu können, um selbst freizukommen. Bei der Befragung mit Absprachen der Befragten wird der Anreiz nur noch größer, den anderen zu verraten, da die Hoffnung besteht, selbst freizukommen, da der andere mit Sicherheit „dichthält“.
Nun die Ummünzung auf die Rüstungsdynamik: Im Sicherheitsdilemma befinden sich, analog zum Gefangenendilemma, Staaten im internationalen System der Anarchie, welches ebenfalls keine übergeordnete Institution kennt, die die Durchsetzung internationaler Gesetze und Vereinbarungen erzwingen könnte. Kein Staat kann sich demnach auf Abmachungen mit anderen Staaten verlassen und muss immer davon ausgehen, dass diese gebrochen werden. Um nicht Gefahr zu laufen, die eigene Machtposition zu verlieren und sich von Staaten angreifbar zu machen, wird Rüstung zur dominanten Strategie.

#### Assurance-Game
Das Assurance-Game basiert auf der strategischen Situation, dass Akteure überwiegend von wechselseitiger Kooperation profitieren. Die Theorie geht dabei vornehmlich auf Jean-Jacques Rousseaus Schilderung der Hirschjagd zurück:
Zwei Jäger haben die Möglichkeit, entweder gemeinsam auf die Jagd nach einem Hirsch zu gehen oder individuell bei sich bietender Gelegenheit einen Hasen zu jagen. Bei Letzterem wäre die Aussicht auf den Hirschen allerdings dahin. Daraus ergeben sich folgende Handlungsmöglichkeiten:
- Beide Jäger machen gemeinsam Jagd auf den Hirschen und teilen sich die Beute (4,4). (Pareto-Optimum)
- Ein Jäger defektiert und sichert sich einen Hasen, während der andere Jäger noch kooperiert und den Hirsch erlegt. Da nur der Hirsch geteilt wird, erhält der erste Jäger einen relativen Vorteil gegenüber dem zweiten (3,1).
- Beide Jäger versuchen nicht ernsthaft, den Hirschen zu jagen, und versuchen stattdessen, einen Hasen zu erlegen. In diesem Fall gehen beide mit der kleineren Beute nach Hause und erhalten das Ergebnis (2,2). (Nash-Gleichgewicht)

Es wird deutlich, dass sich für eine erfolgreiche Hirschjagd die Jäger die gegenseitige Kooperation zusichern können müssen – daher die Bezeichnung des Versicherungs-Spiels.
Bei der Anwendung auf die Rüstungskontrolle wird von zwei Staaten ausgegangen, die sich in einer Kooperation über Rüstungskontrolle befinden, hier anhand einer Tabelle vereinfacht dargestellt:
|                      | B beschränkt Rüstung | B rüstet auf |
| A beschränkt Rüstung | 4,4                  | 1,3          |
| A rüstet auf         | 3,1                  | 2,2          |

Auch hier lassen sich zwei Gleichgewichte aufzeigen. Zum einen, wenn beide defektieren und aufrüsten (2,2), zum anderen, wenn beide kooperieren und die Rüstung beschränken (4,4). Die Voraussetzung für die letzte Handlungsmöglichkeit ist, dass beide Kooperationspartner den größeren Nutzen aus der Rüstungsbeschränkung ziehen und sich diese Kooperation zusichern. Da eine funktionierende Rüstungskontrolle zur Lösung des Sicherheitsdilemmas beiträgt, könnte man das Assurance-Game als die Idealform der Transformation des Gefangenendilemmas bezeichnen. Wächst jedoch das Interesse an relativen Vorteilen, oder es tritt eine zunehmende Feindseligkeit zwischen den Akteuren auf, kann es zu einem Rückfall in das Gefangenendilemma kommen. Als eine weitere Störvariable lässt sich das sogenannte „Virus des Misstrauens“ bezeichnen, welches aus dem Wissen um die Versuchung und die Gelegenheit der Gegenseite, einen relativen Statusvorteil zu erlangen, rührt und so das Assurance-Game „infiziert“.

#### Chicken-Game
Das so genannte „Chicken Game“ ist in Deutschland auch unter dem Namen Angsthasen- oder Feiglingsspiel bekannt. Dieses aus den USA stammende Spiel von Jugendlichen und jungen Erwachsenen bildet die Grundlage für eine der Theorien zur Rüstungsdynamik. Die Grundüberlegung bei diesem Spiel ist die, dass zwei Autos aufeinander zu fahren oder in Richtung einer Klippe und der, der als Erster bremst oder ausweicht, der Angsthase oder eben das „Chicken“ ist. Der gleiche Sachverhalt lässt sich auch sehr anschaulich auf die Rüstungsdynamik projizieren. Im Gegensatz zu den zwei vorangegangenen Theorien steht hier nicht die Überlegenheit des anderen als „Worst Case“ an oberster Stelle, sondern der Atomkrieg an sich. Der beste Fall bei Wettrüsten zweier Staaten wäre das gleichzeitige Aufgeben der Rüstung und damit die „Wahrung beider Gesichter“. Da sich die Staaten im internationalen System aber nie auf den anderen Staat verlassen können, ist das beiderseitige Aufgeben der Rüstung nicht die dominante Strategie und wird damit auch nicht durchgeführt. Vielmehr wird es dazu kommen, dass keiner der beiden Staaten aufhört, da einseitiges Beenden der Rüstung als Niederlage angesehen werden würde. Mit „jeder Runde“ steigt die Nervosität und die Gefahr eines Atomkrieges wird immer größer. Ziel ist es also, diese Konfrontationsspirale nicht ausufern zu lassen.

#### Das Richardson-Modell
Richardson formulierte bereits 1960 eine einfache mathematische Formel, in der er versuchte das Problem der Rüstungsdynamik darzustellen. Das Grundproblem dabei ist, dass nicht klar ist, woher überhaupt die Dynamik kommt. Ein Rüstungswettlauf ist theoretisch damit beendet, dass eine rüstungspolitische Entscheidung durch einen Staat getroffen wird und ein zweiter Staat kontert, sodass das Gleichgewicht wieder hergestellt ist. Richardsons Modell berücksichtigt die Punkte Bedrohungslage, Kosten der eigenen Aufrüstung sowie bestehende Feindschaften als die zentralen Punkte. Als weitere Einflussfaktoren nennt Richardson das Rüstungsniveau, die Wahrnehmung der Rüstung für andere und den Grad der gegenseitigen Beziehungen. Die Formeln sollen eine Vorschau über den zeitlichen Ablauf ermöglichen und möglichst die Form des Rüstungswettlaufs, die Gefährlichkeit sowie die Frage der Rüstungsintensität in Bezug auf Kostenintensität im Voraus bestimmen können.

### Theorien der Innenleitung
Die Theorien der Innenleitung befassen sich mit den innerstaatlichen Faktoren und Bedingungen rüstungspolitischer Entscheidungen. Sicherheitspolitische Fragen, welche sich aus Techniken, geografischen Gegebenheiten und zwischenstaatlichen Konstellationen ergeben, bieten demnach mehrere Möglichkeiten des Handelns in Bezug auf Herausforderungen der Sicherheit der jeweiligen Staaten. Deshalb reagieren Staaten unterschiedlich und es gibt verschiedene Erklärungsversuche mit folgenden Theorien.

#### Militärisch-industrieller Komplex
Die Theorie vom Militärisch-industriellen Komplex handelt von mächtigen, konzentrierten und durchsetzungsfähigen Rüstungsakteuren sowie den entsprechenden innergesellschaftlichen Kräfteverhältnissen. Dieser Komplex wird geprägt durch Rüstungsunternehmen, auf Rüstung fokussierte Forschungseinrichtungen, entsprechende Abteilungen des Verteidigungsministeriums und auch im weiteren Sinne betroffene Einzelpersonen wie Politiker mit dominanten Rüstungsinteressenvertretern im eigenen Wahlkreis. Schranken bei der rüstungspolitischen Interessendurchsetzung gibt es dabei nur durch das Erreichen oder Überschreiten der Schmerzgrenze der gesellschaftlichen Ressourcen. Die Rüstung wird durch innergesellschaftliche Interessenformationen vorangetrieben. Die Gefahr besteht dabei in dem zunehmenden politischen Einfluss von großen Waffenproduzenten auf staatliche Rüstungsentscheidungen.

#### Zusammenhänge von Demokratie, Kapitalismus und Rüstungsdynamik
Der Ursprung der spezifischen Ausprägungen der Rüstungsdynamik liegt in dieser Gruppe von Theorien bei den Eigenschaften der unterschiedlichen politisch-gesellschaftlichen Systeme. So haben Demokratien eine deutlich erhöhte Friedensneigung, da sämtliche rüstungsbezogene Ausgaben auf das unbedingt notwendige Mittel zur Defensive beschränkt werden, da Überrüstung als Verschwendung des gesellschaftlichen Reichtums angesehen wird. Autokratien hingegen bringen mehr für ihre Rüstung auf. Autokratien haben auch eine erhöhte Neigung, Kriege zu beginnen, da Kriegsniederlagen weniger Machtverlust als bei Demokratien bedeuten. Rüstungsdynamik ist durch aggressive Neigungen mit überlegenen Angriffsoptionen von Nichtdemokratien gegenüber dem Verteidigungsdispositiv der Demokratien geprägt. Der Kapitalismus ist zur ständigen Ausdehnung bestrebt, was ihn auch zur militärischen Expansion durch Kriege treibt.
Im Zusammenhang mit diesem Themenkomplex ist auch das „Dual-Use-Dilemma“ zu erwähnen, welches auf den Studien von Matthew Fuhrmann und Matthew Kroenig basiert. Dieses besteht darin, dass Atomtechnologie sowohl zivil als auch militärisch genutzt werden kann und diese Tatsache von den Staaten, die atomare Technologien und Materialien verbreiten, offenbar unbewusst oder bewusst ignoriert zu werden scheint. Ein besonderer Fokus wurde auch auf das vermeintlich verantwortungsvolle Handeln von demokratischen Staaten in Bezug auf die Proliferation von Atomtechnologie und atomaren Materialien gelegt. Fuhrmann und Kroenig gründen ihre Analysen auf der These, dass nahezu jeglicher Export von ziviler Atomtechnologie und zivilen Atommaterialien die Entwicklung militärischer Atomprogramme fördert, wobei die Staaten primär von strategisch-politischen Interessen und nachrangig von wirtschaftlichen Interessen geleitet werden. Zudem stellen Fuhrmann und Kroenig in ihren Analysen fest, dass bei der Proliferation von Atomtechnologie und atomaren Materialien kein Unterschied zwischen autokratischen und demokratischen Staaten gemacht wird.
Die von Fuhrmann und Kroenig aufgestellten Analysen wurden, als die Ersten in diesem Gebiet der Forschung, seither heftig diskutiert und kritisiert, besonders im Hinblick auf die verwendeten Daten. Dabei konnte widerlegt werden, dass Staaten sich in erster Linie von kurzfristig strategisch-politischen Interessen leiten lassen, da ebenso häufig auch wirtschaftliche Interessen im Vordergrund stehen. Als Beispiel hierfür sind die Nuklearabkommen zwischen Frankreich und den Staaten der Mittelmeerregion zu nennen. Des Weiteren wird die Betrachtungsweise der beiden Wissenschaftler kritisiert. So weisen die Ergebnisse der Studien über das „Dual-Use-Dilemma“ eher darauf hin, dass Staaten, die nach Kernwaffen streben zivile nukleare Kooperationsabkommen forcieren, um die Entwicklungskosten eines militärischen Atomprogramms zu senken und nicht, dass zivile Nuklearkooperationen Staaten erst dazu verleiten ein militärisches Atomprogramm zu initiieren. Im Hinblick auf das Verantwortungsbewusstsein von demokratischen Staaten auf die Proliferation agieren diese, im Gegensatz zu autokratischen Staaten, transparenter. Es wurde jedoch bestätigt, dass auch demokratische Staaten sich von kurzfristig strategisch-politischen und wirtschaftlichen Interessen leiten lassen. Hier sind ein umsichtigeres Handeln der demokratischen Staaten sowie eine umfassende Überwachung der Güter seitens der Internationalen Atomenergie-Organisation (IAEO) im importierten Land von größter Wichtigkeit.

#### Macht der Kultur und der „Dritte Weg“
Diese Theorien beziehen sich auf die Wirkung von kulturellen und ideologischen Variablen, welche unterschiedliche Rüstungsverhalten und nationale Militärdoktrinen charakterisieren. Diese Doktrinen beschreiben auf unterschiedlichen Ebenen die Ausprägungen der Streitkräfte eines Staates. Eine nationale Militärdoktrin umfasst sechs verschiedene Ebenen der Kriegsführung: die technische Ebene (welche Waffen?), die taktische Ebene (wie sollen Waffen zusammenwirken?), der Kriegsschauplatz (wie lässt sich welcher Schauplatz eingrenzen und bestimmen?), die strategische Ebene (Abstimmung verschiedener Operationen für Erfolg im Krieg) und die Ebene der Großstrategie (politische Ziele mit militärischen und nichtmilitärischen Machtmitteln). Die Ausprägungen der einzelnen Aspekte der Doktrin werden durch Verteidigung oder Offensive und Abnutzungs- oder Bewegungsstrategie entschieden. Weiterhin beschreiben objektive Faktoren (z. B. geographische Lage oder Rüstungstechnologie), subjektive Faktoren (z. B. Ideologie, Tradition oder Erfahrung) und organisatorische Faktoren (z. B. Verhältnis ziviler und militärischer Führung) die Doktrin genauer. Die Doktrinwahl nimmt somit auch einen erheblichen Einfluss auf die Rüstungsinvestitionen und folglich auch auf die Rüstungsdynamik.

## Geschichte der Rüstungsdynamik

### In der Antike

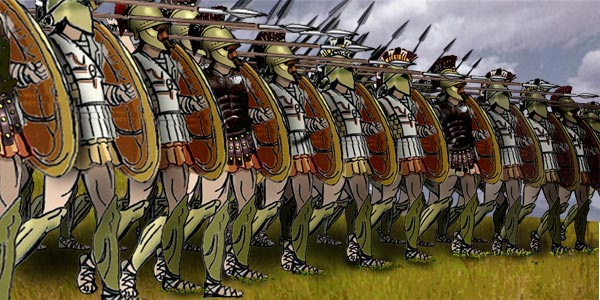
Die Phalanx war eine effektive Kampfformation in der Antike

Die Schlachten der Antike wurden in der Regel mit Waffen wie Schwert, Lanze und Bogen ausgetragen, deren Einsatz auf Muskelkraft basierte. Die Kenntnisse zur Herstellung dieser Waffen waren weit verbreitet – die Überlegenheit der Römischen Legionen war also nicht auf einen Vorsprung in der Waffentechnik zurückzuführen. Die Optimierung von Ausbildung, Logistik und Organisation ermöglichte es dem Römischen Reich über Jahrhunderte seine Interessen zu sichern.
Die Entwicklung des Steigbügels und die damit verbundene Entstehung der Kavallerie brach diese Vormachtstellung und führte zu weitreichenden Entwicklungen auf dem Gebiet der Lanzen und Rüstungen.

### Vom Mittelalter bis zur Industriellen Revolution
Das Aufkommen der Armbrust als rüstungsbrechende Distanzwaffe sowie die Anpassung der Infanteriebewaffnung mit weitreichenden Spießen führte zu einer immer stärkeren Panzerung der Ritterrüstungen. Der Einsatz massierter Langbogen erlaubte zahlenmäßig unterlegenen englischen Heeren mehrere Siege im Hundertjährigen Krieg (vgl. Schlacht von Crécy). Die Langbogenschützen stellen jedoch keine nächste Stufe einer linearen Entwicklung dar. Die aufwendige und damit teure Ausbildung führte schon wenige Jahre nach der Schlacht von Azincourt 1415 dazu, dass immer mehr Arkebusiere, später Musketiere zum Einsatz kamen, deren Ausbildungaufwand deutlich unter dem der Langbogenschützen lag.
Das Auftauchen des Schießpulvers und damit der ersten Feuerwaffen auf den Schlachtfeldern, revolutionierte nicht nur die Waffentechnik, sondern führte auch zu einschneidenden Änderungen der Armeeorganisation und der allmählichen Änderung der Schlachtordnung. Um sich gegen Schützen verteidigen zu können, wurden den Nahkämpfern (etwa Pikiniere im Gewalthaufen) Arkebusen-, später vermehrt Musketenschützen zur Seite gestellt.
Die weitere Verbesserung der Waffentechnik sowie der Taktik führte zunächst (mit den immer größeren Armeen der frühen Neuzeit) zu immer verfeinerten Schlachtordnungen (Ordonnanzen). Spätestens mit der Einführung der Bajonette wurde der Spieß als Waffe obsolet und die Lineartaktik eingeführt, welche bis ins 19. Jh. Standard blieb.
Die Einführung von Kanonenartillerie, jedoch der gesamten Umwandlung der Armeen seit dem Spätmittelalter haben jedoch weitreichendere Folgen.
Die teuren Ausgaben für neuartige Bastionen, Artillerie und größere Heere veränderten nach und nach die gesamte Gesellschaft und sind letztlich eine Triebfeder der modernen, europäischen Staaten.
So ist ein Element von Rüstung bzw. der militärischen Möglichkeiten eines Fürsten/Staates immer auch seine Verwaltung. Nicht zufällig ist z. B. am Ende der Frühen Neuzeit Frankreich sowohl eine führende (militärische) Macht in Europa, als auch führend in der Verwaltung. Nur mit effizienter Verwaltung und Besteuerung ließen sich überhaupt die Kriege finanzieren, welche bspw. Ludwig XIV. im 17. Jh. führte.
Auf militärische Niederlagen folgten in dieser Zeit stetig folglich umfassende Reformen, nicht nur das Militär betreffend, etwa die Preußische Reformen.
Neben der Weiterentwicklung der bis dahin bekannten Waffensysteme versuchte man nun auch, durch strukturelle Verbesserung im von homogener Machtverteilung geprägten Europa die Vorherrschaft zu erlangen.
So entwickelte man um 1770 in Frankreich eine leichtere und mobilere Kanone, die in einer Schlacht wesentlich flexibler eingesetzt werden konnte. Im Zusammenhang mit der Einführung der allgemeinen Wehrpflicht und der Entwicklung der militärischen Organisation erschuf Frankreich ein diszipliniertes Massenheer, welches gepaart mit Napoleons Führungsqualitäten bis zum Russlandfeldzug im Jahre 1812 ungeschlagen blieb.

### Im Industriezeitalter

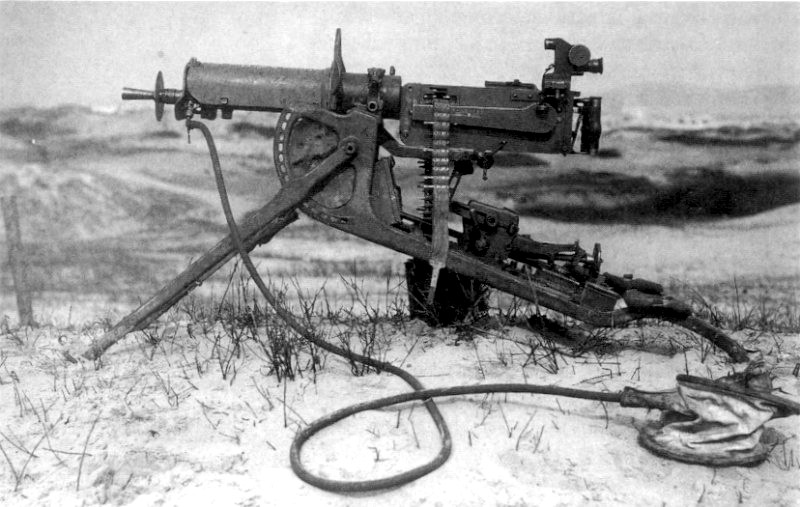
Automatische Waffen, hier ein deutsches MG 08

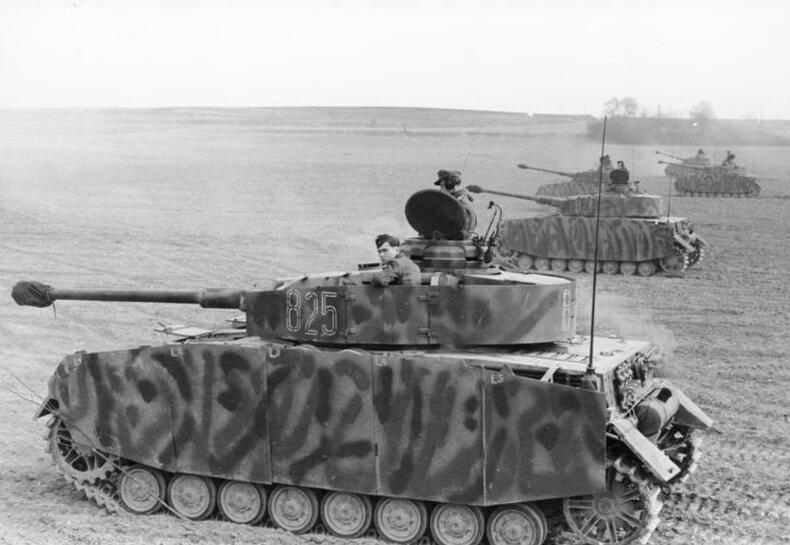
Panzer, hier ein deutscher Panzer IV

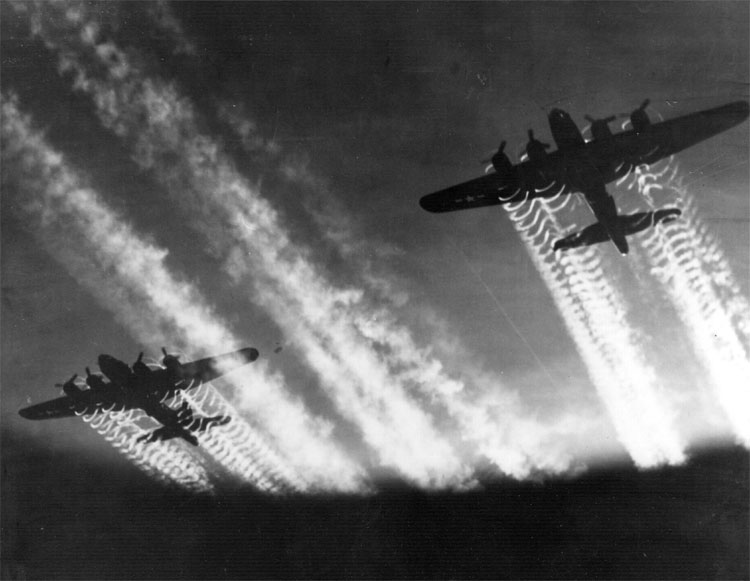
Kampfflugzeuge, hier die US-amerikanische B-17 Flying Fortress

Im Laufe des 19. Jahrhunderts hielt die industrielle Revolution auch im militärischen Bereich Einzug. Neu entwickelte Waffen dominierten das Schlachtfeld; Panzer und Flugzeuge die den Kampf der Infanterie unterstützen sind in unserer heutigen Armee fest integrierter Bestandteil. (vgl. Gefecht der verbundenen Waffen)
Heer
Wichtige Errungenschaften für das Heer in der militärischen Entwicklung des Industriezeitalters sind das Maschinengewehr und der Panzer.
Das MG wurde erstmals in der Belagerung von St. Petersburg 1864 eingesetzt und konnte zahlreiche gegnerische Infanteristen ohne eigene größere Verluste töten.
Im Ersten Weltkrieg zeichnete sich dessen tödlicher Effekt dann auch für die Europäer ab. Der Einsatz schwerer Maschinengewehre und Geschütze forderte tausende Menschenleben im Kampf um die Frontverschiebung. Unabhängig voneinander versuchte man die eigenen Kräfte zu schonen und trug damit zu einem langjährigen Stellungskrieg bei.
Der Panzer wurde erstmals in größerer Zahl während des Ersten Weltkrieges eingesetzt, um die feindlichen Stellungen zu durchbrechen und somit Bewegung in die festgefahrenen Fronten des Stellungskrieges zu bringen.
Jedoch blieb der Panzer im Ersten Weltkrieg eine reine Unterstützungswaffe der Infanterie, der von den Militärstrategen noch keine eigene, kriegsentscheidende Rolle zugesprochen wurde.
Ein Umdenken in dieser Hinsicht fand erst im Zweiten Weltkrieg statt, als es den Deutschen mit Hilfe ihrer hochmobilen Einheiten gelang, Polen ohne nennenswerten Widerstand einzunehmen (vgl. Blitzkrieg). Dieser Sieg gab auch der Rüstungsdynamik einen ganz neuen Impuls.
Marine
Eine weitere technische Errungenschaft der Industrialisierung war der Bau des britischen Schlachtschiffs Dreadnought. Dieser neu entwickelte Schiffstyp gilt als Vorläufer aller modernen Kriegsschiffe des 20. Jahrhunderts. Ausgestattet mit einer Stahlpanzerung und schwerer Artillerie beherrschte die britische Hochseeflotte das Meer. (vgl. Seeschlacht bei Skageraak)
Luftwaffe
Die Entwicklungen in der Luftfahrt eröffnete dem Militär die Möglichkeit zu bahnbrechenden Strategien. Die Luftüberlegenheit wurde zu einem priorisierten Ziel, um tief in das gegnerische Territorium wirken zu können und so den eigenen Bodentruppen durch Angriffe auf Value Targets zu einem relevanten Vorteil zu verhelfen. Die wichtigste Errungenschaft ist die Einführung von strategischen Bombern, die durch ihre große Reichweite (bis 4000 km) verbunden mit der verheerenden Zerstörungskraft befähigt waren, die Ziele der übergeordneten Führung durchzusetzen. Man konnte so zum ersten Mal, fernab des Frontverlaufs, den Schrecken des Krieges in die Zivilbevölkerung tragen. Die Auswirkungen solcher Bombardierungen werden besonders an den Beispielen von London und Dresden deutlich. Diese Entwicklung ist weiterhin rüstungsdynamisch relevant, weil die Forschung zur Erhöhung der Reichweite von Kampfflugzeugen und der Raketentechnologie sowie mögliche Abwehrmaßnahmen daraus resultieren.
Chemische Waffen
Bereits auf der ersten Haager Friedenskonferenz 1899 wurde ein Verbot der militärischen Nutzung von Giftgas festgelegt, wenngleich die Bedrohung zu diesem Zeitpunkt nur hypothetisch vorhanden war. Obwohl das Deutsche Kaiserreich den Vertrag unterzeichnete, benutzten deutsche Truppen 1915 in der Schlacht von Ypern Giftgas. In Reaktion darauf verwendeten auch die Alliierten Gas, und spätestens mit Eintritt der USA in den Krieg begann dort ebenfalls die Forschung zu chemischen Waffen. Die Entscheidung der USA, in Reaktion auf den deutschen Gift- und Senfgasgebrauch ebenfalls chemische Waffen zu benutzen, fand keinen Widerspruch in der eigenen Bevölkerung. Ganz im Gegenteil, es wurde damals als notwendiges Mittel zur Verteidigung betrachtet.
Ungeachtet der Vorteile, die chemische Waffen in der Kriegsführung möglicherweise gebracht hätten, wurden sie auf den großen Kriegsschauplätzen des Zweiten Weltkriegs nicht benutzt. Eine Begründung für den Nichtgebrauch findet sich in der zwischenzeitlichen Etablierung eines „chemischen Tabus“. Aufgrund der starken Politisierung und der Stigmatisierung der Waffe fand der Einsatz chemischer Kampfstoffe nur noch in sehr limitiertem Umfang statt. Daher hatte sich auch keine Rüstungsdynamik nach dem Ersten Weltkrieg etabliert. Mit der Chemiewaffenkonvention von 1997 sind Chemiewaffen heute weltweit geächtet und einem strengen Rüstungskontrollregime unterworfen. Die OPCW wacht weltweit über die derzeit stattfindende Vernichtung bestehender Bestände.

### Während des Ost-West-Konflikts
Rüstungsdynamik während des Ost-West-Konflikts war maßgeblich geprägt von einem Wettrüsten zwischen den beiden Großmächten USA und der damaligen Sowjetunion. Vorangetrieben wurde dieser Prozess nicht zuletzt durch den starken ideologischen Gegensatz beider Seiten. Die Internalisierung des Kommunismus aus US-amerikanischer und des Kapitalismus aus sowjetischer Sicht als Feindbild verstärkten den Rüstungswettlauf der beiden Supermächte erheblich.
Militärische und geostrategische Ungleichgewichte unter den Kontrahenten trugen ihr Übriges zu dem Prozess des Wettrüstens bei. Zu nennen sind hier zum einen der Unterschied zwischen den USA als traditionelle Seemacht und der Sowjetunion als Landmacht und zum anderen sowohl die militärisch rein quantitative Überlegenheit der Sowjetunion in Europa nach dem Zweiten Weltkrieg, als auch die geographische Lage der Sowjetunion (im Westen Angrenzung an Bündnispartner der USA) selbst. Am deutlichsten zeigte sich die genannte Ungleichheit in den Truppenstärken der USA und der Sowjetunion in Westeuropa nach dem Zweiten Weltkrieg. Während die USA dort die Anzahl ihrer Divisionen in der Zeit von 1945 bis 1950 von 69 auf eine reduzierten, blieb die Sowjetunion 1947 noch mit 40 Divisionen präsent.
Im Vordergrund der Rüstungsdynamik während des Ost-West-Konflikts stand das nukleare Wettrüsten zwischen beiden Supermächten, nachdem die Sowjetunion mit dem ersten erfolgreichen Atombombentest im Jahr 1949 das Ende des nuklearen Monopols der USA besiegelte. Im Verlauf der 1950er Jahre stellte sich seitens der NATO eine Strategie der „Massiven Vergeltung“ ein, welche auch im Falle eines konventionellen Angriffs den Einsatz atomarer Waffen vorsah. Vor allem die 1960er und 1970er Jahre waren geprägt von einem gegenseitigen nuklearen „Hochschaukeln“ der beiden Großmächte. Mit ca. 32.500 Atomsprengköpfen erreichten die USA 1967 das Maximum ihrer nuklearen Rüstungsanstrengungen. Der Sowjetunion gelang es hingegen erst Mitte der 1970er Jahre gleichzuziehen.

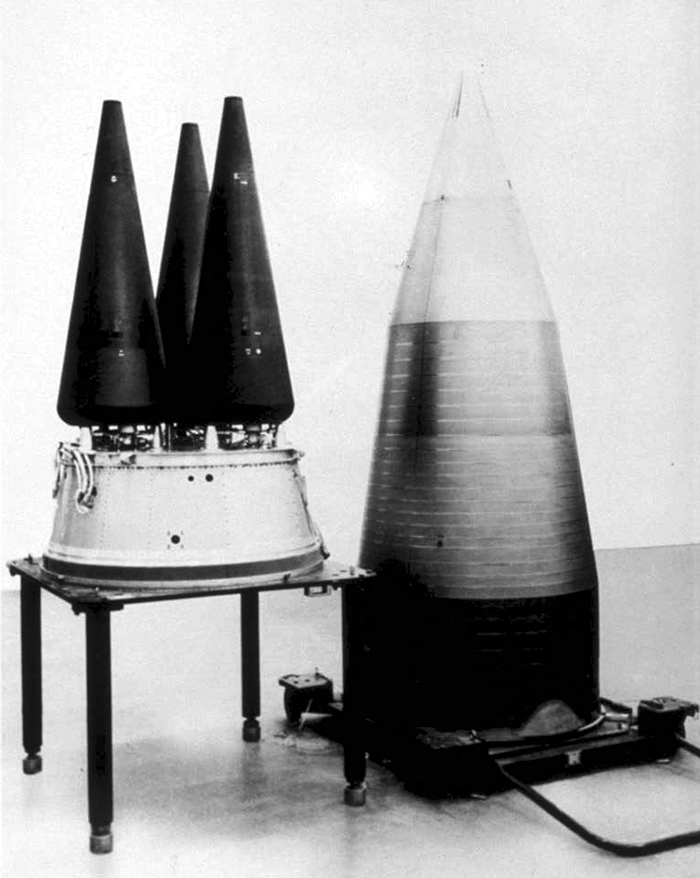
Gefechtsköpfe vom Typ W78 als Mehrfachsprengköpfe (MIRV) Wiedereintrittskörper Mk12A für eine LGM-30G Minuteman III, Aufnahme 1985

Auch die technische Entwicklung nuklearer Sprengköpfe nahm vor allem im Verlauf der 1970er und 1980er Jahre an Fahrt auf. Die sogenannte MIRV-Technologie (Multiple Independent Reentry Vehicles) auf Seiten der USA machte es möglich, mit einer Rakete mehrere Sprengköpfe zu befördern. Auf sowjetischer Seite wurde zunächst die sogenannte „SS-18“ – eine Rakete, die mit bis zu zehn Sprengköpfen bestückt werden konnte – entwickelt. Dieses Potential erreichten die USA in den 1980er Jahren mit der „mobile MX“ (Missile Experimental). Diese MIRV-Rakete war ebenfalls in der Lage zehn Sprengköpfe gleichzeitig zu transportieren. Da die technologische Entwicklung auf der defensiven Seite diesem Fortschritt der beiden Gegner nicht folgen konnte, kam „das Projekt einer Raketenabwehr“ vorerst zum Erliegen. Im Bereich der Mittelstreckenraketen sind hier die Entwicklung der sowjetischen „SS-20“ – mit dieser Rakete konnten gleichzeitig drei Ziele in Westeuropa angegriffen werden – und der amerikanischen „Pershing II“ – eine Mittelstreckenrakete mit einer Reichweite zwischen 680 und 1800 Kilometern – zu erwähnen.
Mit der Absicht, ein wirksames Raketenabwehrsystem zu etablieren, begannen die USA 1983 schließlich mit ihrer sogenannten „Strategic Defense Initiative“ (SDI). „Star Wars“ wurde dabei zum Inbegriff weltraumgestützter Abwehr sowjetischer Interkontinentalraketen. Sowohl nuklear als auch konventionell war die Sowjetunion zu diesem Zeitpunkt nicht mehr in der Lage der hoch-technologischen Entwicklung, die in den USA vorangetrieben wurde, zu folgen. Die Gründe hierfür, welche letztlich zum Ende des Wettrüstens zwischen den beiden Supermächten geführt haben, liegen im wirtschaftlichen Niedergang der Sowjetunion und im gleichzeitig von Michail Gorbatschow angestoßenen Wandel der sowjetischen Politik durch „Glasnost und Perestroika“.

### Aktuell: das Beispiel der Revolution in Military Affairs (RMA)
Der Begriff der Revolution in Military Affairs (RMA) gewann mit dem Ende des Ost-West-Konflikts zunehmend an Bedeutung. Nach dem Wegfall der Sowjetunion als nuklearem Gegner der westlichen Alliierten und der damit verbundenen Veränderung der Bedrohungslage schob sich der Fokus von nuklearer Rüstung nun wieder auf die Verwendung und Entwicklung konventioneller Waffen, da das Bedrohungsszenario nach anderen Mitteln als Atomwaffen verlangte.
Die Bedeutung von Präzisionsmunition und Waffensystemen mit Stealth-Eigenschaften wurde erstmals im Golfkrieg 1990/91 sowie später im Golfkrieg 2003 und in Afghanistan sichtbar. Diese Konflikte haben zu einer stark erhöhten Nachfrage nach konventionellen High-Tech-Waffen sowie in jüngerer Vergangenheit vor allem nach unbemannten Waffensystemen – wie etwa bewaffneten Drohnen – geführt.

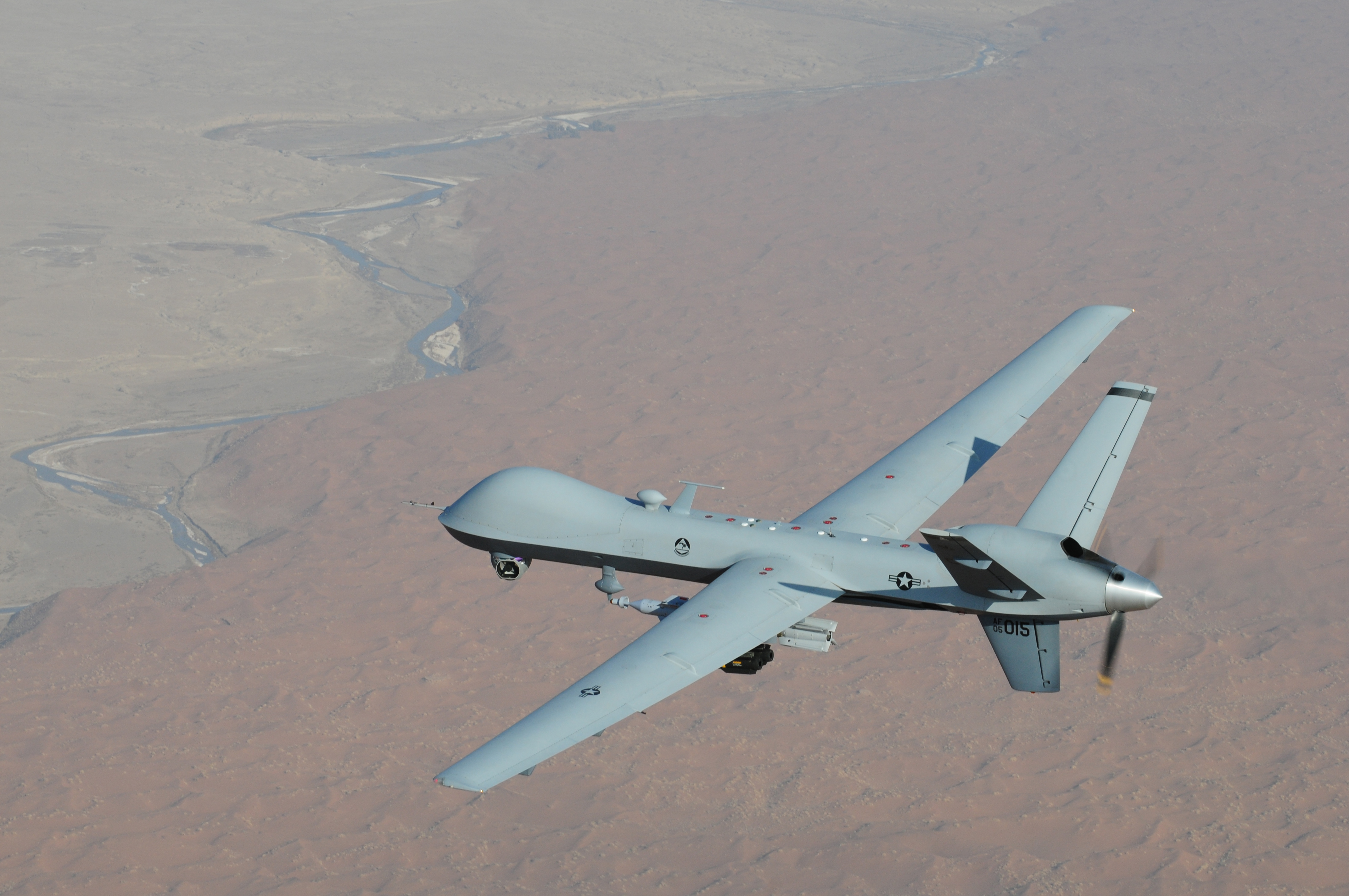
Die MQ-9 Reaper-Drohne der U.S. Air Force: prominentes Beispiel eines unbemannten bewaffneten Luftfahrzeugs

Der Begriff Revolution in Military Affairs bezeichnet grundlegende Änderungen im Militärwesen, die auf drei Ebenen stattfinden können: der technologischen, der organisatorischen und der konzeptionellen Ebene. Um von einer Revolution sprechen zu können, muss die Veränderung sich auf alle drei Ebenen erstrecken. Es gilt zu betonen, dass militärische Revolutionen schon immer Teil der Menschheitsgeschichte waren. Beispielhaft seien hier die oben genannten Entwicklungen des Steigbügels und des Schießpulvers sowie, in heutiger Zeit, die Entwicklung unbemannter Systeme genannt, die die Art der Kriegsführung völlig verändert haben.
Besondere Erwähnung verdient hierbei nochmals die RMA während des Ersten Weltkrieges, da sie wie keine andere Revolution unser heutiges Verständnis von Krieg geprägt hat. Der Anfang des Ersten Weltkrieges unterschied sich dabei kaum von den Kriegen davor, denn erst im Laufe des Konfliktes stellten die beteiligten Parteien fest, dass sie ihre Kriegsführung an die veränderten Rahmenbedingungen anpassen mussten. Diese Entwicklung war 1917 abgeschlossen und endete in einer Material- und Personalschlacht. Neu waren hierbei besonders der Kampf der verbundenen Waffen und die oben aufgeführten technischen Neuerungen.

#### Technologische Ebene der RMA – Military Technical Revolution
Der Schwerpunkt der RMA liegt in der technischen Entwicklung und Einführung neuartiger Waffensysteme. Diese Entwicklung wird durch den Begriff der Military Technical Revolution gekennzeichnet.
Im Mittelpunkt der schnellen technologischen Weiterentwicklung steht die Nutzbarmachung elektronischer Systeme für das Militär.
Ziele und daher zentrale Punkte der Rüstungsdynamik in der RMA sind dabei:
- die Präzisionsbekämpfung
- umfassende Aufklärung
- der vernetzte Datenaustausch: Dieser ist integratives Element der RMA, da er alle anderen Aspekte verbindet und somit Kernelement der „Revolution“ ist.[27] Erklärtes Ziel ist es, ein „System of Systems“ zu etablieren, das vom einzelnen Soldaten vor Ort bis hin zur obersten Führungsspitze sämtliche Kräfte so vernetzt, dass ein umfassendes Lagebild erstellt, die Informationsüberlegenheit erlangt sowie effizient und in kürzester Zeit entschieden und gehandelt werden kann.[23]

In den deutschen Streitkräften schlägt sich dieses Konzept unter anderem im Führungsinformationssystem des Heeres und dem Infanterist der Zukunft nieder.

#### Organisatorische und konzeptionelle Ebene der RMA
Historische Beispiele zeigen die Korrelation zwischen der Einführung neuer Waffensysteme und der Notwendigkeit der Reorganisation und strategischen bzw. taktischen Neuausrichtung der Streitkräfte auf diese, um die neuen Waffensysteme gewinnbringend einsetzen zu können. Angeführt, als ein Beispiel von vielen, sei an dieser Stelle der Einsatz der französischen Panzer während des Westfeldzuges des Deutschen Reiches 1940.
Dementsprechend verbinden moderne Streitkräfte die Einführung neuer Technologien mit ihrem Umbau. Eine Vorreiterrolle in diesem Transformationsprozess nehmen an dieser Stelle die US-Streitkräfte ein. Das Ziel ist dabei die Reorganisation hin zu leichteren, hochspezialisierten und schnell einsetzbaren Streitkräften. Tradierte Trennungen zwischen den Teilstreitkräften Heer, Marine und Luftwaffe verlieren im Rahmen dieses Prozesses zunehmend an Bedeutung und werden durch eine Doktrin der vernetzten Operationsführung (engl. „jointness“) ersetzt, die in den deutschen Streitkräften auch das Konzept des Gefechts der verbundenen Waffen hervorgebracht hat.

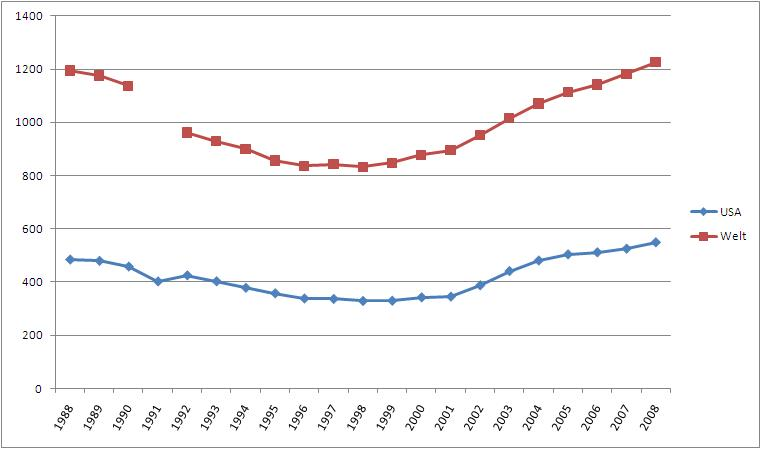
Rüstungsausgaben der USA und weltweit, 1988–2008 (in Mrd. US-$ von 2005).

#### Kosten und Schattenseiten der RMA
Im Rahmen der RMA wurden Präzision und Schlagkraft konventioneller Streitkräfte immens gesteigert. Aber die Anschaffung von High-Tech-Waffen sowie die Transformation der Streitkräfte erfordern einen hohen Investitionsaufwand. Die RMA ist somit eine der treibenden Kräfte hinter den seit Ende der 1990er Jahre weltweit wieder ansteigenden Rüstungsausgaben, wobei die USA in puncto Rüstungsausgaben und Streitkräftetransformation die einsame Vorreiterrolle einnehmen. Mit der Finanz- und Wirtschaftskrise erhielt der Trend zu steigenden Rüstungsausgaben in Europa und Nordamerika einen vorübergehenden Dämpfer. Weiter steigen die Rüstungsausgaben aktuell im Mittleren Osten sowie im asiatischen Raum, wo sich im Zusammenhang mit dem Aufstieg Chinas eine intensive Rüstungsdynamik entfaltet.

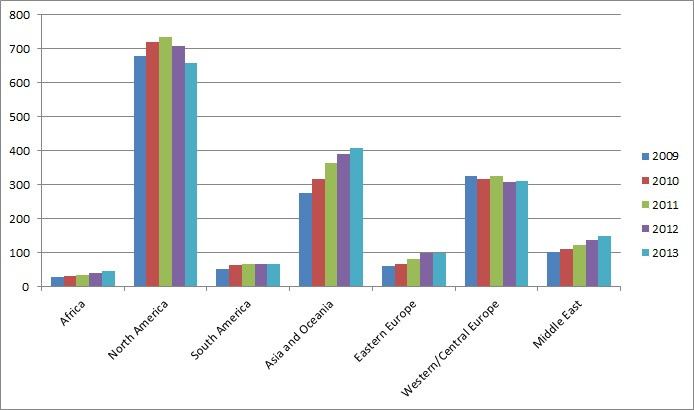
Rüstungsausgaben nach ausgewählten Regionen, 2009–2013 (in Mrd. US-$ von 2013).

Neben den Kosten birgt die RMA in den Augen von Kritikern weitere Schattenseiten. So können teilweise nur mit Hilfe von Satelliten die Kommunikation mit unbemannten Systemen gewährleistet oder Präzisionswaffen ins Ziel gelenkt werden, wodurch Satelliten zu militärischen Zielen werden. Der Weltraum könnte zukünftig ein potenzieller Schauplatz für ein zukünftiges Wettrüsten und damit zugleich Maßnahmen der Weltraumrüstungskontrolle bedürftig sein werden. Des Weiteren werden mit der Fähigkeit zur Hightech-Kriegsführung Kriege zwar militärisch häufig schneller entschieden, die Lösung des Ausgangskonflikts ist dabei jedoch nicht gewährleistet. Als eine weitere mögliche Folge der High-Tech-Kriegsführung, vor allem mit unbemannten Luftfahrzeugen, wird die Reaktion des unterlegenen staatlichen oder nicht staatlichen Akteurs mittels asymmetrischer Kriegsführung genannt. Zu guter Letzt wird kritisiert, dass die Verfügbarkeit unbemannter Luftfahrzeuge aufgrund der Risikolosigkeit für die eigenen Streitkräfte die Hemmschwelle zum Einsatz sinken und nicht-militärische Konfliktlösungsmöglichkeiten für politische Entscheidungsträger womöglich schneller aus dem Blick geraten lässt.
Der Einsatz neuer Technologien für die Entwicklung von High-Tech-Waffen erhöht die Rüstungsdynamik. Diese Entwicklung und Wege zu deren Begrenzung waren Gegenstand von Untersuchungen, die durch den Unterausschuss für Abrüstung, Rüstungskontrolle und Nichtverbreitung des Deutschen Bundestages beim Büro für Technikfolgenabschätzung beim Deutschen Bundestag (TAB) in Auftrag gegeben wurden. Das TAB untersuchte 1993–1996 die Folgen neuer Technologien für die Rüstungsdynamik und Möglichkeiten der Abrüstung. Am Beispiel militärisch genutzter IuK-Technologien – C³I-Systeme und Information Warfare – sowie nichttödlicher Waffen wurden deren militärischen Potentiale und Wege zur Rüstungskontrolle eingehender untersucht. 2001–2003 wurde die militärische Nutzung des Weltraums und Möglichkeiten zur Rüstungskontrolle analysiert. In beiden Fällen wurden für die jeweiligen Technologiebereiche politische Optionen zur Rüstungskontrolle entwickelt.